# Teodoro Nicolás Miciano Becerra
Teodoro Nicolás Miciano Becerra fue un pintor y grabador (Jerez de la Frontera, 26 de diciembre de 1903-Madrid, junio de 1974), considerado uno de los punteros en la historia del sello y la moneda española durante el siglo XX.  Premio Nacional del Grabado en 1949.
Director artístico en el Ateneo de Jerez y docente en la Escuela de Artes de Jerez, llegó a grabador en la Fábrica Nacional de Moneda y Timbre, director de la Calcografía Nacional y académico de la Real Academia de Bellas Artes de San Fernando.
En 1953 publicó su obra cumbre, conocida a la postre como El Quijote de Miciano. Este proyecto, iniciado en 1947 en Jerez se extendió hasta 1966, y es considerada una de las ediciones más destacadas y bellamente ilustradas de la obra de Cervantes. Incluye 445 grabados al aguatinta en una edición limitada de 300 ejemplares. Su trabajo fue tan reconocido que se organizaron exposiciones de estos volúmenes, junto a las ilustraciones de Salvador Dalí.

## Biografía[2]

### Infancia y juventud en Jerez
Teodoro Nicolás Miciano Becerra nació en Jerez de la Frontera el 26 de diciembre de 1903, en la calle Cánovas del Castillo, actualmente conocida como calle Corredera. Provenía de una familia acomodada, ya que su abuelo había ejercido como notario en Jerez.
Siendo el menor de cinco hermanos, en 1913, a la edad de 10 años, quedó residiendo solo en Jerez, bajo el cuidado de sus padrinos: el pintor aragonés Nicolás Soro y su esposa, Manuela Becerra, su tía materna. Mientras tanto, sus padres y el resto de la familia emigraron a Argentina. A partir de entonces, Miciano creció en el hogar de Soro, quien además era director de la Escuela de Artes y Oficios de Jerez, lo que tuvo un impacto significativo en su formación artística.
En 1921, obtuvo el título de bachiller en Sevilla y, un año después, en 1922, se matriculó tanto en la Escuela de Arquitectura como en la Escuela Superior de Bellas Artes en esa ciudad. Finalmente, abandonó los estudios de arquitectura, pero completó su formación en Bellas Artes en 1926. Continuó su preparación en la Escuela de Bellas Artes de San Fernando, en Madrid, donde en 1933 consiguió el título de profesor de dibujo en la Escuela Superior de pintura, escultura y grabado.
Desde que finalizó sus estudios en Sevilla en 1926, comenzó a colaborar con el Ateneo de Jerez, donde asumió el cargo de director artístico de la revista de esta institución. Paralelamente, fue docente en la Escuela de Artes y Oficios de Jerez entre 1929 y 1936, año en el que fue depurado. Durante ese tiempo, también ocupó el puesto de director comercial y artístico de la imprenta Nueva Litografía Jerezana.
En su etapa como profesor en la Escuela de Artes de Jerez, recibió el segundo premio en el concurso de carteles para las Fiestas de la Primavera de Sevilla en 1929. Su cartel fue utilizado como portada de la Guía Oficial de la Exposición Iberoamericana de Sevilla de ese mismo año. Al año siguiente, ganó el concurso para el cartel de las Fiestas de la Primavera de 1930 en Jerez. Durante su tiempo en Jerez, también fue reconocido por sus diseños de etiquetas para bodegas como Palomino y Vergara, y Eduardo Bohórquez, entre otras.

### La guerra civil en Madrid
En 1935, se trasladó a Madrid, donde vivió el inicio de la guerra civil. Durante este tiempo, se unió al Partido Comunista y colaboró activamente en su periódico, Mundo Obrero, además de afiliarse a la UGT. También fue miembro del Socorro Rojo y del Sindicato de Profesionales de Bellas Artes, que trabajó junto a la Consejería Delegada de Propaganda y Prensa de la Junta de Defensa de Madrid. De este periodo destacan sus portadas en Mundo Obrero y su participación en la obra El Anti-Fondo: Archivo del PCE. Además, colaboró con el Instituto de Reforma Agraria de la República, diseñando la cubierta del libro Cinco fechas en la revolución agraria.
En 1939, Teodoro Nicolás Miciano intentó embarcarse hacia Argentina desde Valencia, donde estaba su familia, pero fue detenido en Alicante al no conseguir pasaje. Con un salvoconducto, regresó a Jerez, pero fue denunciado por la Falange y encarcelado. Juzgado, recibió una condena de 20 años, aunque en 1942 fue liberado provisionalmente y se trasladó a Barcelona. 

### Periodo barcelonés[3]
Allí trabajó como ilustrador, destacando sus obras para ediciones de bibliofilia. Desde 1945, enseñó en la Escuela de Artes y Oficios de Barcelona, donde en 1951 obtuvo una plaza como Maestro de Taller. Además, ganó numerosos premios por sus diseños de sellos y medallas, y en 1953 consiguió la cátedra en el Conservatorio de las Artes del Libro.
En 1953 se publica el primer volumen de lo que sería su obra más importante, conocida como El Quijote de Miciano, editada por Ediciones Jurado. Este proyecto, iniciado en 1947 en Jerez con el apoyo financiero de los hermanos Jurado, vinculados al mundo bodeguero, se extendió hasta 1966. Considerada una de las ediciones más destacadas y bellamente ilustradas de la obra de Cervantes, incluye 445 grabados al aguatinta en una edición limitada de 300 ejemplares. Su trabajo fue tan reconocido que la Biblioteca Nacional y el Club Urbis de Madrid organizaron exposiciones de estos volúmenes, junto a las ilustraciones de Salvador Dalí.

### Años en Madrid
En 1958, Teodoro Miciano ganó la plaza de profesor de Litografía en la Escuela Nacional de Artes Gráficas y, al año siguiente, obtuvo la cátedra de Dibujo de la Ilustración en la Escuela Superior de Bellas Artes de San Fernando. Durante esta etapa, publicó colecciones como Tesoros de los grandes museos y Los grandes maestros. En 1963 fue nombrado vocal del Patronato del Museo Nacional de Arte Moderno, y en 1964 se convirtió en profesor de Ilustración e Historia del Arte en la Escuela de Artes Aplicadas de Madrid.
Miciano fue un destacado grabador en la Fábrica Nacional de Moneda y Timbre, especialmente reconocido por su precisión y expresividad en la creación de sellos y monedas. Entre sus trabajos más relevantes figuran los sellos conmemorativos de los "XXV Años de Paz" en 1965, los del "IV Centenario de la muerte de Carlos I" en 1958, y la serie Pro Infancia con alusiones a Fernando Poo y el Sahara Español. También diseñó monedas españolas, como los reversos de las monedas de 5, 25 y 50 pesetas con el águila de San Juan, vigentes de 1957 a 1997, y la moneda de 100 pesetas emitida en 1966.
En 1971 es nombrado Director de la Calcografía Nacional y en 1972 entra como académico en la Real Academia de Bellas Artes de San Fernando. Como colofón en 1974 se le concede el que sería su último galardón la Medalla de Oro de la Bienal de Artes Gráficas de Florencia, el mayor premio internacional que se había otorgado a un grabador español.

## Premios y reconocimientos
- Premio Nacional del Grabado. 1949 [4]
- Medalla de Oro de la Bienal de Artes Gráficas de Florencia. 1974

## Obras destacadas[5]
- Cartel para las Fiestas de la Primavera de Sevilla - 1929. Segundo premio y portada de la Guía Oficial de la Exposición Iberoamericana de Sevilla.
- Cartel para las Fiestas de la Primavera de Jerez - 1930 . Ganador del concurso.
- Cubierta del libro "Cinco fechas en la revolución agraria" - Durante la Guerra Civil, colaborando con el Instituto de Reforma Agraria.
- El Quijote de Miciano - 1947-1966. Con 445 grabados al aguatinta en una edición de 300 ejemplares.
- Colección de sellos conmemorativos "IV Centenario de la muerte de Carlos I" - 1958
- Colección filatélica "Pro Infancia" - 1958 y 1960. Alusiones a Fernando Poo, Sahara Español, Manuel de Falla, y Miguel de Cervantes.
- Sellos conmemorativos "XXV Años de Paz" - 1965. Incluyendo referencias a Fernando Poo.
- Monedas con el águila de San Juan - 1957-1997. Reversos de las monedas de 5, 25 y 50 pesetas.
- Moneda de 100 pesetas en plata - 1966

## Cargos ejercidos
- Director artístico de la revista del Ateneo de Jerez.
- Docente en la Escuela de Artes y Oficios de Jerez (1929-1936).
- Director comercial y artístico de la imprenta Nueva Litografía Jerezana.
- Colaborador en el periódico "Mundo Obrero".
- Miembro del Socorro Rojo y del Sindicato de Profesionales de Bellas Artes.
- Ilustrador (principalmente en Barcelona).
- Maestro de Taller en la Escuela de Artes y Oficios de Barcelona (1951).
- Catedrático en el Conservatorio de las Artes del Libro (1953).
- Profesor de Litografía en la Escuela Nacional de Artes Gráficas de Madrid (1958).
- Catedrático de Dibujo de la Ilustración en la Escuela Superior de Bellas Artes de San Fernando (1959).
- Vocal del Patronato del Museo Nacional de Arte Moderno (1963).
- Profesor de Ilustración e Historia del Arte en la Escuela de Artes Aplicadas de Madrid (1964).
- Grabador en la Fábrica Nacional de Moneda y Timbre.
- Director de la Calcografía Nacional (1971).
- Académico de la Real Academia de Bellas Artes de San Fernando (1972).